# Alonso Enríquez (1354-1429)
Alonso Enríquez (Guadalcanal, 1354 - Guadelupe, 1429) was 1e admiraal van Castilië, en heer van Rioseco.

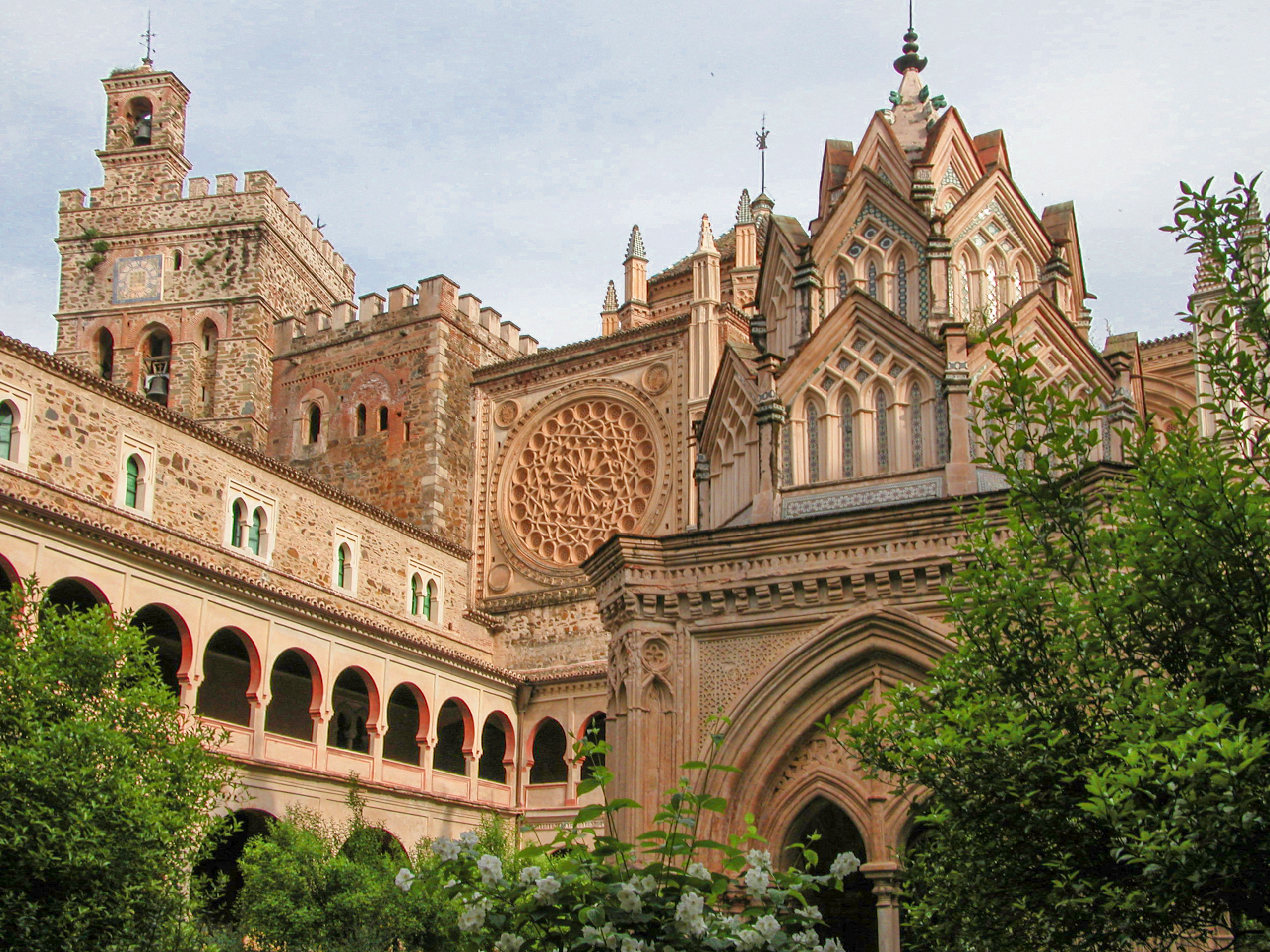
het klooster van Guadelupe waar Alonso Enríquez in 1429 stierf

## Afkomst
Alonso Enríquez was een onecht kind van Fadrique Enríquez, meester in de Orde van Santiago, die vermoord werd in het Alcázar van Sevilla, op bevel van zijn broer Peter, op 29 mei 1358.

## Loopbaan
In 1389 ontving hij van Johan I van Castilië het gebied in en rondom Aguilar de Campos. Hij wist zijn bezit in de jaren daaropvolgend steeds verder uit te breiden. Tot 1402 was hij bevelhebber in dienst van de koning en beheerde hij het kasteel van Medina de Rioseco. 
In 1387 trouwde Alonso met Juana de Mendoza y de Orozco. Toen de broer van zijn echtgenote, Diego Hurtado de Mendoza y de Orozco in 1404 overleed wist Juana de koning zover te krijgen dat hij Alonso benoemde tot Admiraal van Castilië. Het geslacht Enríquez droeg deze titel  van 1405 tot 1705. Uit het Huis Enríquez was Alonso degene die als admiraal het meeste faam verwierf in zeeslagen en andere maritieme zaken. 
In 1407 won hij een belangrijke zeeslag tegen de vloot van Tunis, Granada en Tlemcen. 
Na deze zeeslag maakte Fadrique geen belangrijke zeeslagen meer mee. Hij verrichtte nog wel inspecties. Daarnaast hield hij zich vooral bezig met militaire acties, zoals de verovering van Antequera in 1410. Bij elke politieke onderneming van het hof van Castilië was hij betrokken en ook bij alle feesten was hij aanwezig.
In 1421 ontving hij in ruil voor zijn diensten Medina de Rioseco, sinds die tijd bekend als de Stad van de Admiraals en werd hij heer van Medina de Rioseco.  Aan het eind van zijn leven trok hij zich terug in het klooster van Santa María de Guadalupe waar hij in 1429 op 75-jarige leeftijd stierf. 
In zijn testament liet hij aan het klooster 11.000 maravedís na voor de bouw  van vier kapellen. Zijn echtgenote schonk nog eens 10.000 maravedís. 
Een tijdgenoot, de dichter en biograaf Fernán Pérez de Guzmán omschrijft Alfons als middelgroot, wat gezet, met rood haar, discreet en geen grote prater.
De geschiedschrijver Esteban de Garibay (1533-1600) beschreef Alonso als opvliegend en snel geïrriteerd.

## Nageslacht
Met Juana de Mendoza kreeg Alonso twee zonen en acht dochters:
- Fadrique Enríquez
- Enríque Enríquez
- Beatriz Enríquez
- Leonor Enríquez
- Aldonza Enríquez Mendoza
- Isabel Enríquez
- Inés Enríquez
- Blanca Enríquez
- Constanza Enríquez
- María Enríquez